# مسح أخذ العينات
في الإحصاء، يستخدم تعبير مسح أخذ العينات (بالإنجليزية: Survey sampling)‏ لوصف عملية اختيار نماذج أو عينات ضمن جمهرة يجرى عليها المسح. يمكن أن يشير مصطلح «مسح» إلى العديد من أنواع أو تقنيات المراقبة المختلفة.